# Ooglens

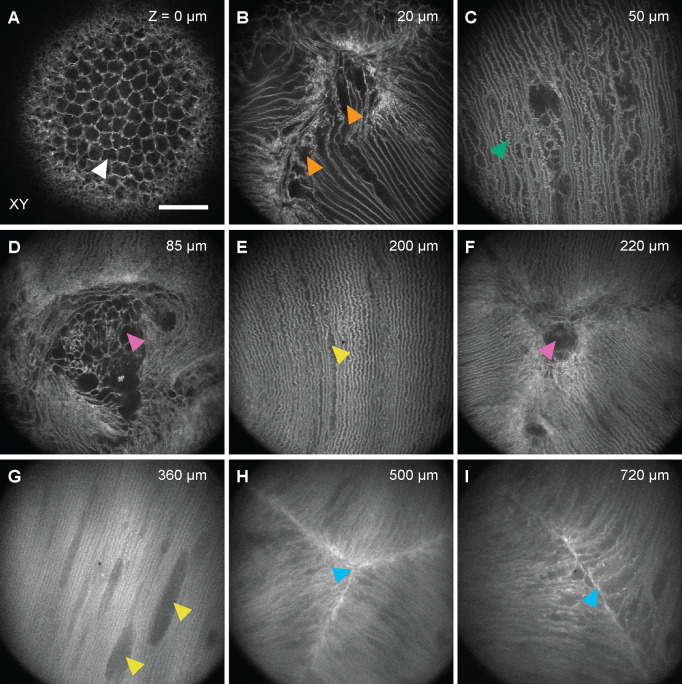
Kenmerken van epitheel en vezelcelorganisatie in muizenlenzen. (A-I) Representatieve beelden van cellulaire kenmerken op verschillende diepten aan de voorkant van de lenzen van muizen. (A) Lensepitheel, (B) ongeorganiseerde en verbrede uiteinden van vezelcellen, (C) niet-uniforme oppervlakkige vezelcellen met overmatige interdigitatie, (D, F) voorste holtes, (E, G) voornamelijk uniforme rijen vezelcellen met vergrote vacuolen, (H, I) strakke naadstructuren op diepte. De diepte die in elke afbeelding wordt vermeld, is relatief ten opzichte van het epitheel.

De ooglens of kristallens is een structuur in het oog, die zich tussen het hoornvlies en het netvlies bevindt, meer specifiek achter de iris, en voor het glasachtig lichaam. 
De ooglens bestaat uit een lenskapsel, subcapsulaire ruimte, een cortex en een lenskern (de nucleus). De lens is biconvex en heeft bovendien de eigenschap dat hij vervormbaar is: door samentrekking van de accommodatiespiertjes (zonulae van Zinn) rond de lens wordt de lens boller, waardoor het oog dichterbij scherpstelt. Ontspannen de spiertjes dan trekt het straallichaam (corpus ciliare) de lens weer plat. Hierdoor hebben de mens en veel andere diersoorten het vermogen om zowel dingen die ver weg liggen als dingen die zich dichtbij bevinden scherp te zien. Dit accommodatievermogen gaat echter bij de mens tussen het 40e en het 50e levensjaar sterk achteruit door minder elastisch worden van de lens – dan hebben veel mensen een leesbril nodig.
Op hoge leeftijd treedt bij veel mensen vertroebeling van de lens op: grijze staar of cataract. Het grootste aandeel van het brekend vermogen van het oog wordt overigens niet door de lens (ong. 17 dioptrie) maar door het oppervlak van het hoornvlies (ongeveer 43 dioptrie) geleverd.

Scherpstelling van het oog

Ten onrechte wordt de ooglens weleens vergeleken met een zoomobjectief. In het artikel Zoomobjectief, paragraaf Verschil tussen ooglens en zoomobjectief wordt uitgelegd dat er een essentieel verschil is.